# Coming from Reality
Singles
1. To Whom It May Concern / I Think of You
Sortie : 1970
2. Halfway Up The Stairs / It Started Out So Nice
Sortie : 1973
3. Climb Up on My Music / To Whom It May Concern
Sortie : 1978

Coming from Reality est le second et dernier album studio du chanteur et auteur-compositeur-interprète américain Sixto Díaz Rodríguez, musicien de folk et folk psychédélique, sorti en 1971. L'album sort en 1976 en Afrique du Sud, sous le titre After the Fact, à la période du mouvement contre l'apartheid dans la classe moyenne blanche.

## Titres
| No  | Titre                                               | Durée |
| --- | --------------------------------------------------- | ----- |
| 1.  | Climb Up on My Music                                | 4:43  |
| 2.  | A Most Disgusting Song                              | 4:43  |
| 3.  | I Think of You                                      | 3:19  |
| 4.  | Heikki's Suburbia Bus Tour                          | 3:15  |
| 5.  | Silver Words                                        | 1:58  |
| 6.  | Sandrevan Lullaby – Lifestyles                      | 6:31  |
| 7.  | To Whom It May Concern                              | 3:15  |
| 8.  | It Started Out So Nice                              | 3:46  |
| 9.  | Halfway Up the Stairs                               | 2:17  |
| 10. | Cause                                               | 5:27  |
| 11. | Can't Get Away (piste bonus dans l'édition de 2009) | 3:55  |
| 12. | Street Boy (piste bonus dans l'édition de 2009)     | 3:51  |
| 13. | I'll Slip Away (piste bonus dans l'édition de 2009) | 2:50  |